# Josiah Royce
Josiah Royce (20 de noviembre de 1855, Grass Valley, California. – 14 de septiembre de 1916, Cambridge) fue un filósofo pragmatista e idealista objetivo estadounidense, y fundador del idealismo estadounidense.Sus ideas filosóficas incluyeron su unión del pragmatismo y el idealismo, su filosofía de la lealtad y su defensa del absolutismo. Royce fue importante en el desarrollo de la lógica formal en Estados Unidos.
El artículo «A word for the times» (1914, «Una palabra para los tiempos») de Royce fue citado en el discurso sobre el estado de la Unión de 1936 por Franklin Delano Roosevelt: «La raza humana pasa ahora por una de sus grandes crisis. Nuevas ideas, nuevos problemas: un nuevo llamado a los hombres para que prosigan la obra de la justicia, de la caridad, del coraje, de la paciencia y de la lealtad. [...] Estudié, amé, trabajé, sin escatimar esfuerzos y con esperanza, para ser digno de mi generación».

## Vida
Josiah Royce, nació el 20 de noviembre de 1855 en Grass Valley, California, hijo de Josiah y de la escritora, maestra y pionera Sarah Eleanor Royce, cuyas familias eran emigrantes ingleses recientes y que buscaban fortuna migrando hacia el oeste como los demás pioneros estadounidenses en 1849. Josiah Royce pasó sus primeros años en la California, poco después de la fiebre del oro. Recibió su título de pregrado de la Universidad de California, Berkeley en 1875 (que trasladó su campus de Oakland a Berkeley durante su tiempo allí), donde más tarde aceptó una plaza de profesor de composición, literatura y retórica.
Mientras estaba en la universidad, estudió con Joseph LeConte, profesor de geología e historia natural y un destacado portavoz de la compatibilidad entre evolución y religión. En un memorial publicado poco después de la muerte de LeConte, Royce describió el impacto de la enseñanza de LeConte en su propio desarrollo, escribiendo que: «el asombro así suscitado fue, para mí, el comienzo de la filosofía» (p. 328). Tras pasar algún tiempo en Alemania, donde nació su admiración por Hermann Lotze, regresó a los Estados Unidos para terminar su doctorado en la Universidad Johns Hopkins, de reciente creación, que le concedió en 1878 uno de sus primeros cuatro doctorados en filosofía. En Johns Hopkins impartió un curso sobre la historia del pensamiento alemán, que era «uno de sus principales intereses» porque pudo dar consideración a la filosofía de la historia. Después de cuatro años en la Universidad de California, Berkeley, fue a Harvard en 1882 como reemplazo sabático de William James, quien era amigo de Royce y su antagonista filosófico. El puesto de Royce en Harvard se hizo permanente en 1884, y permaneció allí hasta su muerte el 14 de septiembre de 1916.
Royce fue miembro electo de la Academia Estadounidense de las Artes y las Ciencias, la Academia Nacional de Ciencias de los Estados Unidos y la Sociedad Filosófica Estadounidense.

## Historiografía
Royce destaca claramente entre la multitud filosófica porque fue el único gran filósofo estadounidense que pasó un período significativo de su vida estudiando y escribiendo historia, específicamente sobre el Oeste estadounidense. «Como uno de los cuatro gigantes de la filosofía estadounidense de su tiempo […] Royce se eclipsó a sí mismo como historiador, tanto en reputación como en producción» (Pomeroy, 2). Durante sus primeros tres años en Harvard, Royce enseñó muchas materias diferentes, como composición, ciencia forense, psicología y filosofía para otros profesores. Aunque finalmente se estableció escribiendo filosofía, su adultez temprana se caracterizó por intereses amplios, durante los cuales escribió una novela, investigó fenómenos paranormales (desde el escepticismo) y publicó un importante cuerpo de crítica literaria. Solo como historiador y filósofo logró distinguirse. Sin embargo, Royce intentó hacer demasiadas cosas a la vez y en 1888 sufrió una crisis nerviosa que lo obligó a ausentarse de sus funciones.
El libro de John Clendenning de 1999 es la biografía estándar de Royce. Se pueden encontrar comentarios autobiográficos de Royce en el estudio de Oppenheim. En 1883, una editorial se puso en contacto con Royce y le pidió que escribiera la historia del estado de California: «En vista de sus precarias circunstancias en Harvard y su deseo de dedicarse al trabajo filosófico por el que había venido al este, Royce encontró atractiva la perspectiva [...]. Le escribió a un amigo que estaba ‘tentado por el dinero’». Royce veía la tarea como un proyecto secundario, que podía utilizar para ocupar su tiempo libre. En 1891, su carrera como escritor histórico llegó a su fin, pero no antes de haber publicado varias reseñas de volúmenes históricos de California y artículos en revistas para complementar su historia.

## Ideas
Las obras clave de Royce son The World and the Individual (El mundo y el individuo) (1900-01) y The Problem of Christianity (El problema de la cristiandad) (1913), ambas basadas en lecturas previas. El corazón de la filosofía idealista de Royce era su concepción de que el mundo exterior aparente sólo tiene una existencia real como conocimiento de un Conocedor ideal, y que este Conocedor debe de ser real y no ficticio o una mera hipótesis. Ofreció diversos argumentos que apoyaban esta concepción en las dos obras citadas. Al parecer nunca desestimó esta idea, aunque dedicó sus trabajos posteriores a exponer su filosofía sobre la comunidad.
Las dos influencias clave del pensamiento de Royce fueron Charles Peirce y William James. De hecho, puede aducirse que el camino que siguieron las ideas de Peirce fue a través de la labor de Royce como profesor y escritor. Peirce revisó también la obra de Royce The Religious Aspect of Philosophy (El aspecto religioso de la filosofía) (1885). También se ha dicho que Peirce supervisó la tesis doctoral de Royce, pero es muy inverosímil, pues Peirce llegó a la Johns Hopkins University en 1879, un año después.
Royce probablemente sea el fundador de la escuela de lógica, álgebra booleana y Fundamentos de la matemática de Harvard. Su lógica, filosofía de la lógica y filosofía de la matemática se vieron influidas por Charles Peirce y Albert Bray Kempe. Entre los estudiantes que aprendieron lógica por Royce se encuentran Clarence Irving Lewis, pionero en lógica modal, Edward Vermilye Huntington, el primero en axiomatizar el álgebra booleana y Henry M. Sheffer. Muchos de los trabajos de Royce en lógica y matemática recuerdan a la obra de Bertrand Russell Principia Mathematica.
En las últimas décadas, Royce no ha atraído tanta atención como otros filósofos estadounidenses considerados en la actualidad clásicos, como Peirce, John Dewey, y sus colegas en Harvard William James, y George Santayana. Entre los filósofos que fueron influidos por Royce se encuentran Brand Blanshard y Timothy L.S. Sprigge.

## Curiosidades
- La escuela Royce, que más tarde se uniría a con la escuela femenina Anna Head para pasar a ser la Head-Royce School, fue nombrada en su honor y en el de Anna Head, cuñada de Josiah Royce.
- El Royce Hall, uno de los primeros cuatro edificios de la UCLA, fue nombrado en su honor.